# 氷川きよし・演歌名曲コレクション12〜三味線旅がらす〜
『氷川きよし・演歌名曲コレクション12〜三味線旅がらす〜』は、日本の演歌歌手氷川きよしのアルバムである。2010年6月23日発売。発売元はコロムビアミュージックエンタテインメント。

## 概要
- 初回限定盤(Aタイプ)と通常盤(Bタイプ)の二種リリース。初回限定盤には「心ころころ」のPVが収録されたDVD付き。

## 収録曲
1. 三味線旅がらす(4:27)
作詩：松井由利夫
作曲：水森英夫
編曲：伊戸のりお
2. ガス燈(4:19)
作詩：麻こよみ
作曲：杜奏太朗
編曲：南郷達也
3. 妹へ(4:42)
作詩：いではく
作曲：水森英夫
編曲：石倉重信
4. さすらい港町(3:50)
作詩：小野塚清一
作曲：桧原さとし
編曲：石倉重信
5. 夢太鼓(3:35)
作詩：仁井谷俊也
作曲：宮下健治
編曲：伊戸のりお
6. 早春譜(5:08)
作詩：仁井谷俊也
作曲：大谷明裕
編曲：南郷達也
7. サーカスの唄(3:31)
作詞：西條八十
作曲：古賀政男
編曲：石倉重信
オリジナル歌唱：松平晃
8. 踊子(3:50)
作詞：喜志邦三
作曲：渡久地政信
編曲：石倉重信
オリジナル歌唱：三浦洸一
9. 玄海ブルース(3:17)
作詞：大高ひさを
作曲：長津義司
編曲：石倉重信
オリジナル歌唱：田端義夫
10. 東京流れもの(2:40)
作詞：永井ひろし
作曲：不詳
編曲：石倉重信
オリジナル歌唱：竹越ひろ子
11. ふるさとのはなしをしよう(3:34)
作詞：伊野上のぼる
作曲：キダ・タロー
編曲：石倉重信
オリジナル歌唱：北原謙二
12. 喜びも悲しみも幾歳月(3:34)
作詞・作曲：木下忠司
編曲：石倉重信
オリジナル歌唱：若山彰